# 대한민국의 국회의원 선거
대한민국의 국회의원 선거는 대한민국 국회의원을 선출하기 위한 대한민국의 선거이다. 대한민국 헌법에 따르면 대통령은 국민의 보통·평등·직접·비밀선거에 의하여 선출한다.

## 선거일 및 선거기간
후보자 등록 마감일 다음날부터 선거일까지의 선거기간은 14일이며, 국회의원의 임기 만료일전 50일부터 첫 번째로 돌아오는 수요일(4월 둘째 주 수요일)에 선거를 시행한다. 선거일이 국민생활과 련이 있는 민속절 또는 공휴일인 때와 선거일 전날이나 그 다음날이 공휴일인 때에는 그 다음주의 수요일로 한다.

## 선거권과 피선거권
- 선거권과 피선거권은 만 18세 이상의 대한민국 국민에게 부여된다.

## 선거 방식
대한민국 제22대 국회의원 선거 기준, 소선거구제, 준연동형 비례대표제이다.

### 선거구
선거구획정위원회가 지역구 선거구를 정하는데, 인구하한·인구 상한을 두어 조정하나, 일부 선거구는 인구하한선에 미달하거나, 인구 상한선을 초과한다. 국회의원 선거구는 공직선거법에 규정되어 있다.
대한민국 제22대 국회의원 선거 선거구 획정에서는 지역구 '254개' 선거구가 획정되었으며, 비례대표는 46석이었다. 지역별 의원 정수는 아래의 표와 같다.
| 시도     | 정수 | 변동 | 계  |
| -------- | ---- | ---- | --- |
| 서울     | 48   | −1   | 254 |
| 부산     | 18   |      | 254 |
| 대구     | 12   |      | 254 |
| 인천     | 14   | +1   | 254 |
| 광주     | 8    |      | 254 |
| 대전     | 7    |      | 254 |
| 울산     | 6    |      | 254 |
| 세종     | 2    |      | 254 |
| 경기     | 60   | +1   | 254 |
| 강원     | 8    |      | 254 |
| 충북     | 8    |      | 254 |
| 충남     | 11   |      | 254 |
| 전북     | 10   |      | 254 |
| 전남     | 10   |      | 254 |
| 경북     | 13   |      | 254 |
| 경남     | 16   |      | 254 |
| 제주     | 3    |      | 254 |
| 비례대표 | 46   | −1   | 46  |
| 합계     | 300  |      | 300 |

## 후보자 등록

### 추천
- 정당의 당원으로, 소속 정당의 추천을 받을 것.
- 선거권자의 추천을 받을 것.(300명 ~ 500명)

위 두 가지 요건 중 하나를 충족하여야 한다.

### 기탁금
- 1,500만원

- 반환 (기탁금 부담비용은 제외함)
  - 후보자가 당선 또는 사망하거나 유효투표총수의 100분의 15이상을 득표한 경우 전액을 반환한다.
  - 후보자가 유효투표총수의 100분의 10이상 100분의 15미만을 득표한 경우에는 반액을 반환한다.

단, 비례대표국회의원선거는 당해 후보자명부에 올라있는 후보자중 당선자가 있는 때에는 기탁금 전액을 반환한다.

## 기호의 결정
후보자등록마감일 현재 국회에 의석을 보유한 정당은 의석을 많이 보유한 순서대로, 의석이 없는 정당은 명칭의 가나다 순으로, 무소속은 후보자성명의 가나다 순으로 정하여 숫자로 기호를 결정한다.
다만 국회에 5인 이상의 소속 지역구 국회의원을 가진 정당이나 직전 대통령선거나 비례대표국회의원선거 또는 비례대표지방의회의원선거에서 전국유효투표총수의 100분의 3이상을 득표한 정당으로서 국회에 의석을 보유한 정당은 전국적으로 통일된 기호를 부여한다.

## 당선자의 결정
- 지역구 국회의원 선거
  - 유효투표의 다수를 얻은 자 (단, 최고득표자가 2인 이상인 때에는 연장자순)
  - 투표마감시각 전까지 후보자가 1인이 될 경우 그 후보자를 당선자로 결정한다.
  - 이 투표방법으로 지역구 의원 254명이 선출된다.

- 비례대표 국회의원 선거: 비례대표 의원 46명이 선출된다.

## 역대 국회의원 선거
| 대수 | 선거일        | 선거 기간 | 의원정수 | 의원정수                        | 선출방식                                  | 임기                       | 법정임기 |
| 대수 | 선거일        | 선거 기간 | 전체     | 세부                            | 선출방식                                  | 임기                       | 법정임기 |
| ---- | ------------- | --------- | -------- | ------------------------------- | ----------------------------------------- | -------------------------- | -------- |
| 1    | 1948. 5. 10.  | 42        | 200      | 지역구 200                      | 소선거구제                                | 1948. 5. 31.~1950. 5. 30.  | 2년      |
| 2    | 1950. 5. 30.  | 49        | 210      | 지역구 210                      | 소선거구제                                | 1950. 5. 31.~1954. 5. 30.  | 4년      |
| 3    | 1954. 5. 20.  | 44        | 203      | 지역구 203                      | 소선거구제                                | 1954. 5. 31.~1958. 5. 30.  | 4년      |
| 4    | 1958. 5. 2.   | 33        | 233      | 지역구 233                      | 소선거구제                                | 1958. 5. 31.~1960. 7. 28.  | 4년      |
| 5    | 1960. 7. 29.  | 33        | 233      | 지역구 233                      | 소선거구제                                | 1960. 7. 29.~1961. 5. 16.  | 민 4년   |
| 5    | 1960. 7. 29.  | 33        | 58       | 지역구 58                       | 대선거구제(선거구 10)                     | 1960. 7. 29.~1961. 5. 16.  | 참 6년   |
| 6    | 1963. 11. 26. | 32        | 175      | 지역구 131, 전국구 44           | 소선거구제, 1당우선 비례대표제            | 1963. 12. 17.~1967. 6. 30. | 4년      |
| 7    | 1967. 6. 8.   | 32        | 175      | 지역구 131, 전국구 44           | 소선거구제, 비례대표제                    | 1967. 7. 1.~1971. 6. 30.   | 4년      |
| 8    | 1971. 5. 25.  | 25        | 204      | 지역구 153, 전국구 51           | 소선거구제, 비례대표제                    | 1971. 7. 1.~1972. 10. 17.  | 4년      |
| 9    | 1973. 2. 27.  | 19        | 219      | 지역구 146, 통일주체국민회의 73 | 중선거구제(선거구 77)                     | 1973. 3. 12.~1979. 3. 11.  | 6년      |
| 10   | 1978. 12. 12. | 19        | 231      | 지역구 154, 통일주체국민회의 77 | 중선거구제(선거구 77)                     | 1979. 3. 12.~1980. 10. 27. | 6년      |
| 11   | 1981. 3. 25.  | 21        | 276      | 지역구 184, 전국구 92           | 중선거구제(선거구 92), 1당우선 의석비례제 | 1981. 4. 11.~1985. 4. 10.  | 4년      |
| 12   | 1985. 2. 12.  | 21        | 276      | 지역구 184, 전국구 92           | 중선거구제(선거구 92), 1당우선 의석비례제 | 1985. 4. 11.~1988. 5. 29.  | 4년      |
| 13   | 1988. 4. 26.  | 19        | 299      | 지역구 224, 전국구 75           | 소선거구제, 1당우선 의석비례제            | 1988. 5. 30.~1992. 5. 29.  | 4년      |
| 14   | 1992. 3. 24.  | 18        | 299      | 지역구 237, 전국구 62           | 소선거구제, 의석비례제                    | 1992. 5. 30.~1996. 5. 29.  | 4년      |
| 15   | 1996. 4. 11.  | 17        | 299      | 지역구 253, 전국구 46           | 소선거구제, 비례대표제                    | 1996. 5. 30.~2000. 5. 29.  | 4년      |
| 16   | 2000. 4. 13.  | 17        | 273      | 지역구 227, 비례대표 46         | 소선거구제, 비례대표제                    | 2000. 5. 30.~2004. 5. 29.  | 4년      |
| 17   | 2004. 4. 15.  | 14        | 299      | 지역구 243, 비례대표 56         | 소선거구제, 비례대표제                    | 2004. 5. 30.~2008. 5. 29.  | 4년      |
| 18   | 2008. 4. 9.   | 14        | 299      | 지역구 245, 비례대표 54         | 소선거구제, 비례대표제                    | 2008. 5. 30.~2012. 5. 29.  | 4년      |
| 19   | 2012. 4. 11.  | 14        | 300      | 지역구 246, 비례대표 54         | 소선거구제, 비례대표제                    | 2012. 5. 30.~2016. 5. 29.  | 4년      |
| 20   | 2016. 4. 13.  | 14        | 300      | 지역구 253, 비례대표 47         | 소선거구제, 비례대표제                    | 2016. 5. 30.~2020. 5. 29.  | 4년      |
| 21   | 2020. 4. 15.  | 14        | 300      | 지역구 253, 비례대표 47         | 소선거구제, 준연동형 비례대표제           | 2020. 5. 30.~2024. 5. 29.  | 4년      |
| 22   | 2024. 4. 10.  | 14        | 300      | 지역구 254, 비례대표 46         | 소선거구제, 준연동형 비례대표제           | 2024. 5. 30.~2028. 5. 29.  | 4년      |

## 같이 보기
- 대한민국의 선거
- 대한민국의 선거구
- 대한민국의 국회의원 재보궐선거
- 대한민국의 대통령 선거